# Gauernitz
Gauernitz ist eine Ortschaft in der Gemeinde Klipphausen im Landkreis Meißen in Sachsen. Die Ortschaft hat ca. 1200 Einwohner und erstreckt sich über 8,43 km² Gemeindefläche. Zu Gauernitz gehören auch die Ortsteile Constappel, Hartha, Pinkowitz und Wildberg.

## Geographie
Gauernitz liegt inmitten der Elbtalweitung zwischen Dresden und Meißen, einer abwechslungsreichen und naturbelassenen Landschaft. Die vielgestaltige Flora der Umgebung gehört zu den artenreichsten Mitteleuropas. Einst wurde an den Elbhängen Weinbau betrieben, heute ist die Umgebung von Streuobstwiesen geprägt. Mischwälder durchziehen die stark gegliederten linkselbischen Täler, wie das Saubachtal in Constappel, das Prinzbach- und Regenbachtal und den Eichhörnchengrund.
Zu Gauernitz gehört die Gauernitzer Elbinsel, neben der Pillnitzer Elbinsel eine der beiden erhaltenen Elbinseln in Sachsen. Gemeinsam bilden sie das Naturschutzgebiet „Elbinseln Pillnitz und Gauernitz“.

## Geschichte

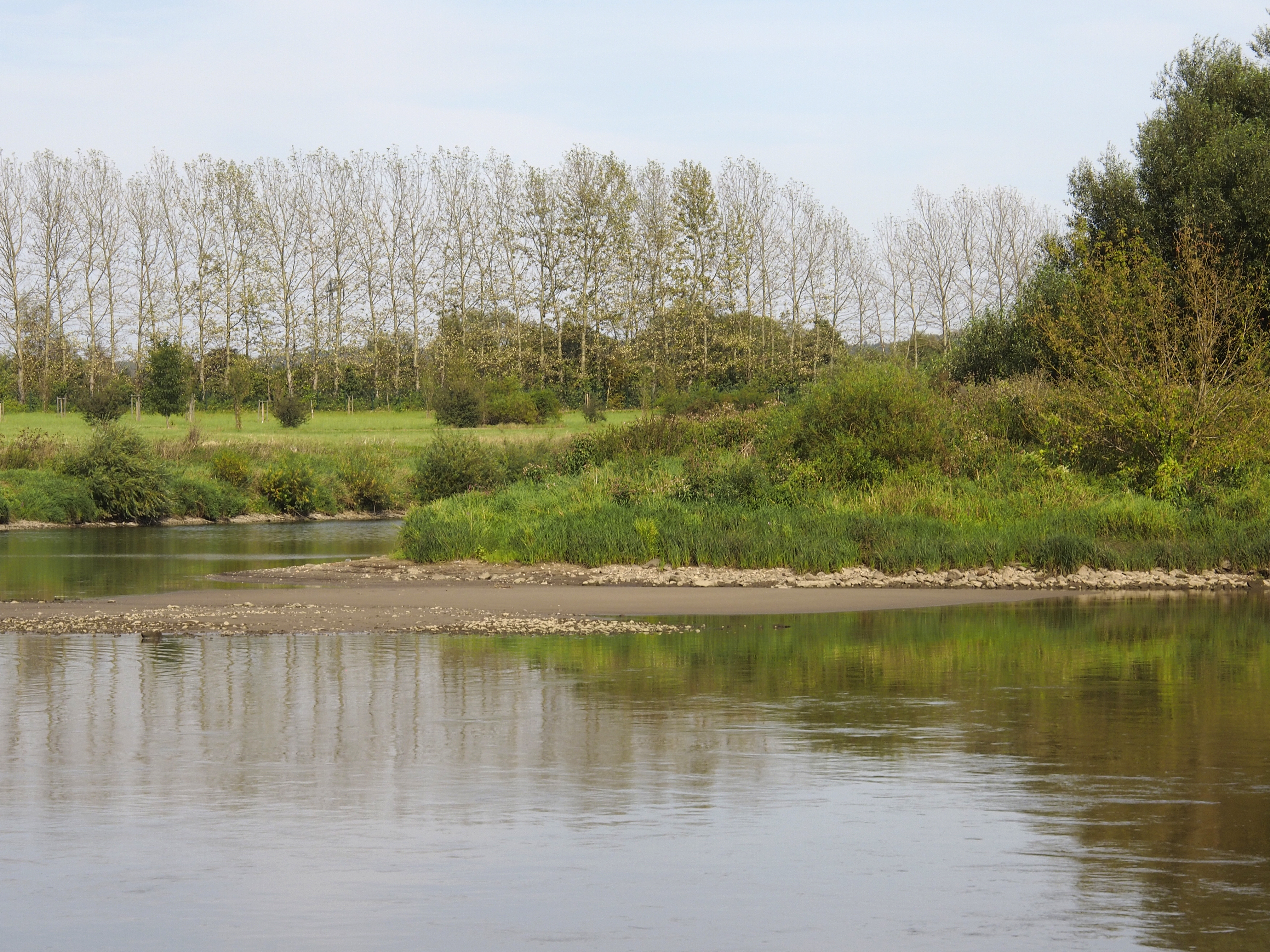
Unteres, nordwestliches Ende der Gauernitzer Elbinsel, dahinter das Kötitzer Ufer

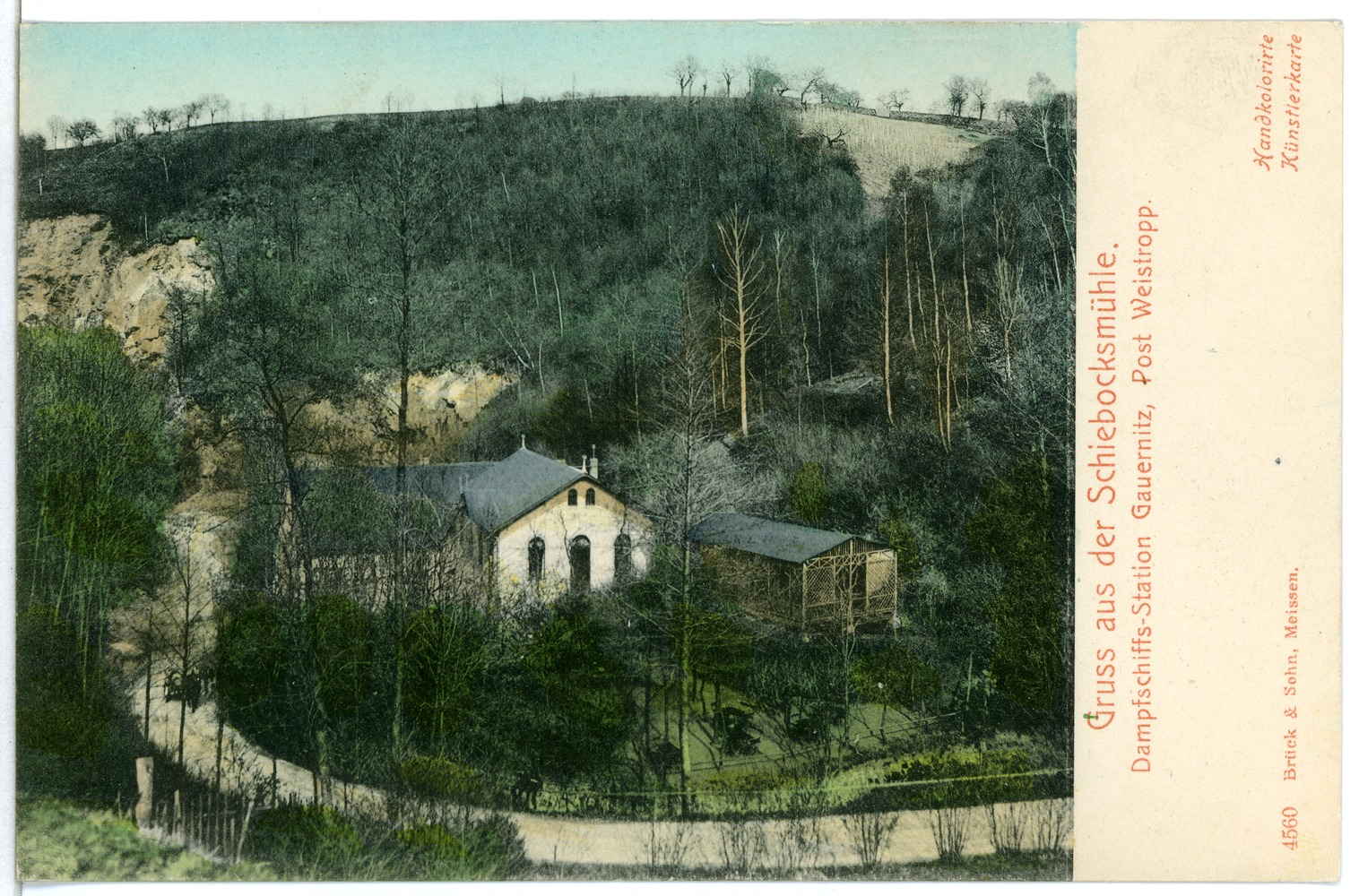
Schiebocksmühle Gauernitz 1903

Die Täler links der Elbe waren bereits im 7. Jahrhundert von Slawen besiedelt. So gab es an der Elbe im heutigen Gauernitz (= Ahorndorf) ein kleines slawisches Fischerdorf, das auch heute noch Bestandteil des Ortes ist. Die starken Einflüsse slawischer Kultur sind bis in die heutigen Tage sichtbar geblieben. Auch heute noch existieren viele der großen Drei- und Vierseithöfe, die ursprünglich aus einem slawischen Rundling hervorgingen. Jüngeren literarisches Quellen zufolge bedeutet der Name Gauernitz, zuvor Gävernitz bzw. Jawirnitz, Seebach.
Nach der Unterwerfung der Daleminzier im Jahre 928/929 errichtete König Heinrich I. die Burg Meißen am östlichsten Punkt des Gaues. Ein Wirken von Heinrich I. oder Otto dem Großen im Gau Nisan ist nicht belegt. Hier entstanden Mitte des 11. Jahrhunderts zur Sicherung drei Burgwarte. Diese werden im Jahre 1071 urkundlich erwähnt. Ein weiterer Burgwartsmittelpunkt wird auf dem 237 m hohen Gohlberg bei Constappel vermutet.
Im 12. Jahrhundert begann der Landesausbau im Zuge der hoch mittelalterlichen Ostsiedlung. Nach und nach wurden die bewaldeten Hänge der Elbtäler gerodet und fielen dem Ackerbau zum Opfer. Somit verwandelte sich das Land in das heute von Wiesen und Äckern geprägte Erscheinungsbild.
Um 1500 entdeckte man Silbererz und begann mit dem Abbau und der Verhüttung. Der Silberbergbau wurde dann bis in das 17. Jahrhundert an verschiedenen Stellen betrieben.
Dank der vielen Bachläufe in den Tälern entstanden auch Wassermühlen, die heute durch den technischen Fortschritt ihre Wirtschaftlichkeit verloren haben. Im Eichhörnchengrund kann man ein funktionstüchtiges Modell im Maßstab 1:5 besichtigen. Von den etwa 10 Wassermühlen im Bereich der linkselbischen Täler befinden sich vier auf dem Gebiet von Gauernitz.

1393 wurde der Rittersitz erstmals erwähnt, er stand im Besitz der Herren von Ziegler. Sie traten 1446 das Gut vorübergehend an die Herren von Schleinitz ab. Über ältere Bauteile errichtete Balthasar Ziegler 1530 das heutige Schloss Gauernitz, ein turmartiges zweigeschossiges Wohnhaus mit Satteldach. Die Familie von Pflugk erwarb das Rittergut 1595 und verkaufte es 1648 an Heinrich Gerhardt von Miltitz, der 1659 den Neu- bzw. Umbau des Schlosses veranlasste. Ab 1707 befanden sich Rittergut und Schloss durch Erbgang im Besitz der Grafen von Zinzendorf und Pottendorf. Im späten 17. Jahrhundert baute der sächsische Generalfeldzeugmeister Otto Christian Graf von Zinzendorf auf Pottendorf die südlich des Schlosses gelegene Schlosskapelle. In ihr richtete der strenggläubige Gründer der Brüdergemeine in Herrnhut, Nikolaus Ludwig Graf von Zinzendorf, einen Betsaal ein. 1717 gab es einen Garten mit über 260 verschiedenen Obstsorten.  Um 1800 verwandelte der sächsische Kriegsminister Graf Friedrich August von Zinzendorf die Elbinsel in einen romantischen Landschaftspark. Von der Inselmitte aus gestatteten sieben sternförmige Alleen einen freien Durchblick zu den sechs Schlössern und Kirchtürmen in der Umgebung: Schloss Gauernitz, Schloss Scharfenberg, Kirchturm von Brockwitz, Kirchturm von Weinböhla, Turm der alten Coswiger Kirche und Schloss Wackerbarths Ruhe. Im Zentrum des Sterns stand eine steinerne, mit einer Schlange und Blumengewinde geschmückte Säule.
1804 kam der Besitz an Carl Sigismund von Hopffgarten, welcher den Besitz 1819 an die fürstliche Familie von Schönburg-Waldenburg verkaufte. Diese nutzte das Schloss als Sommerresidenz und ließ um 1850 das Rittergut neu errichten, mit weiteren Umbauten zwischen 1862 und 1870. Die umfangreiche Anlage verfügte über einen Wirtschaftshof, eine Gärtnerei sowie eine Parkanlage mit Inselteich und reichte bis ans Elbufer. Nach dem Tode des Fürsten Otto Victor 1859 kam der Besitz an dessen jüngsten Sohn Carl Ernst Prinz von Schönburg-Waldenburg (1836–1915), der seinen Wohnsitz ganz nach Gauernitz verlegte. Carl Ernst ließ das Schloss zwischen 1862 und 1870 von den beiden Architekten Bernhard Schreiber und Ernst Giese im Stil der deutschen Neorenaissance unter Einbeziehung des älteren „Hohen Hauses“ umbauen. Ihm folgte Friedrich zu Schönburg (1872–1910), der bereits 1895 wegen seiner ersten Ehefrau, Alicia Prinzessin von Bourbon (1876–1975), geschieden 1903 (Ehe kirchl. für ungültig erklärt Rom 1906), zum kath. Glauben konvertierte und u. a. Geheimer Kämmerer des Papstes und Ehrenritter des Souveränen Malteserordens wurde. Um 1925 umfasste das Rittergut Gauernitz mit Vorwerk Constappel und dazugehörigen Grundstücken in Pinkowitz 264 ha. Die Verwaltung oblag dem Fürstlich v. Schönburgschen Amt Gauernitz. Der Besitz war damals allerdings verpachtet, an Carl Cliemann. Der Sohn und Erbe Karl Leopold von Schönburg (1902–1992) wurde 1945 enteignet. 
Danach wurde das Schloss als Gemeindeamt, Kindergarten und für Wohnzwecke genutzt und stand auch teilweise leer. Die Schlosskapelle fiel dem Abriss zum Opfer. Vom Park sind nur noch spärliche Reste erhalten; die Elbinsel ist heute nicht mehr zugänglich. 2003 ging das Schloss in Privatbesitz über. Das Nutzungskonzept sah Wohnraum, gewerbliche und öffentliche Nutzung vor. Da die vertraglichen Investitionspflichten nicht erfüllt wurden, forderte die Kommune das Schloss Anfang 2008 per Gerichtsverfahren zurück.

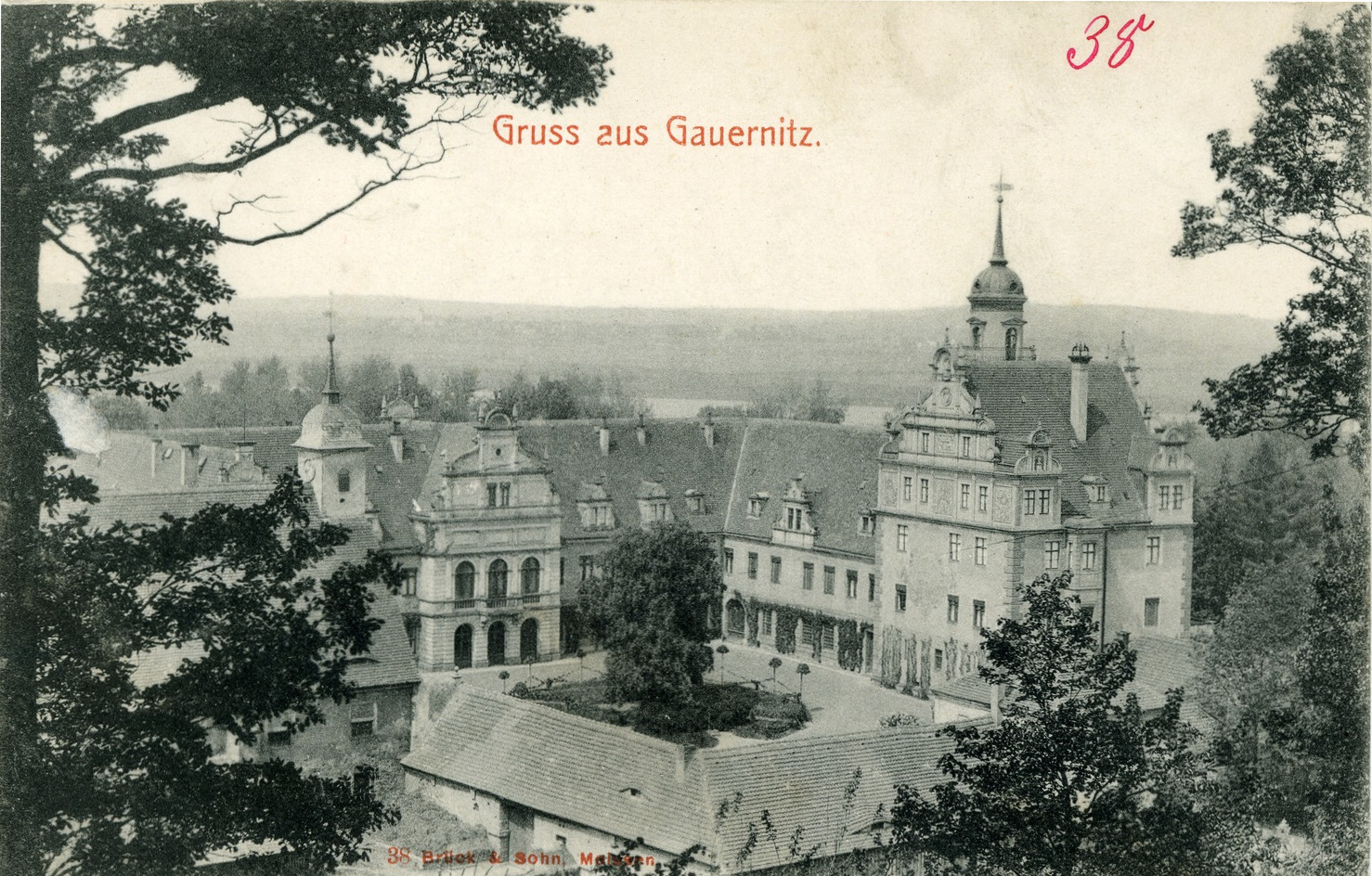
Schloss Gauernitz, 1897
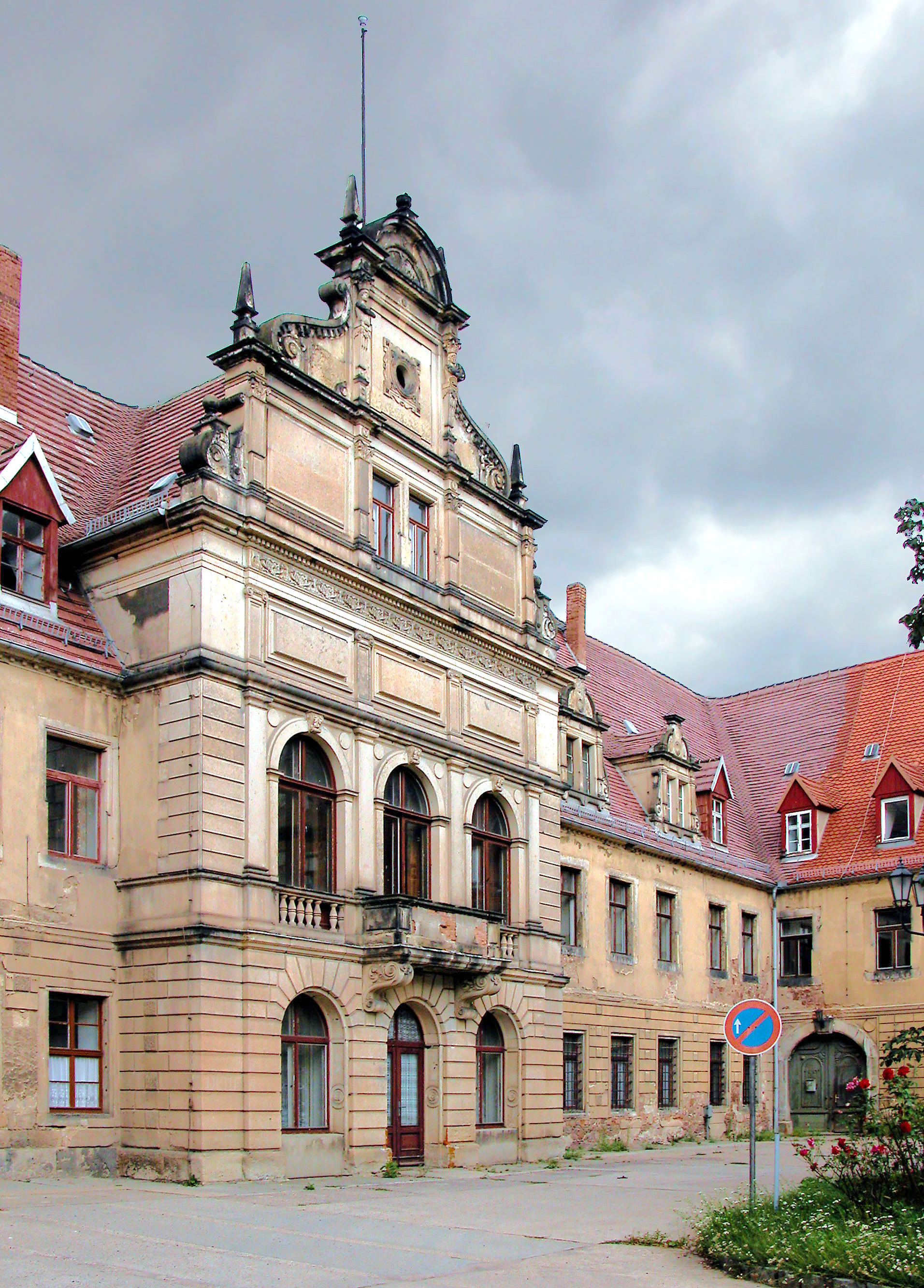
Hofseite
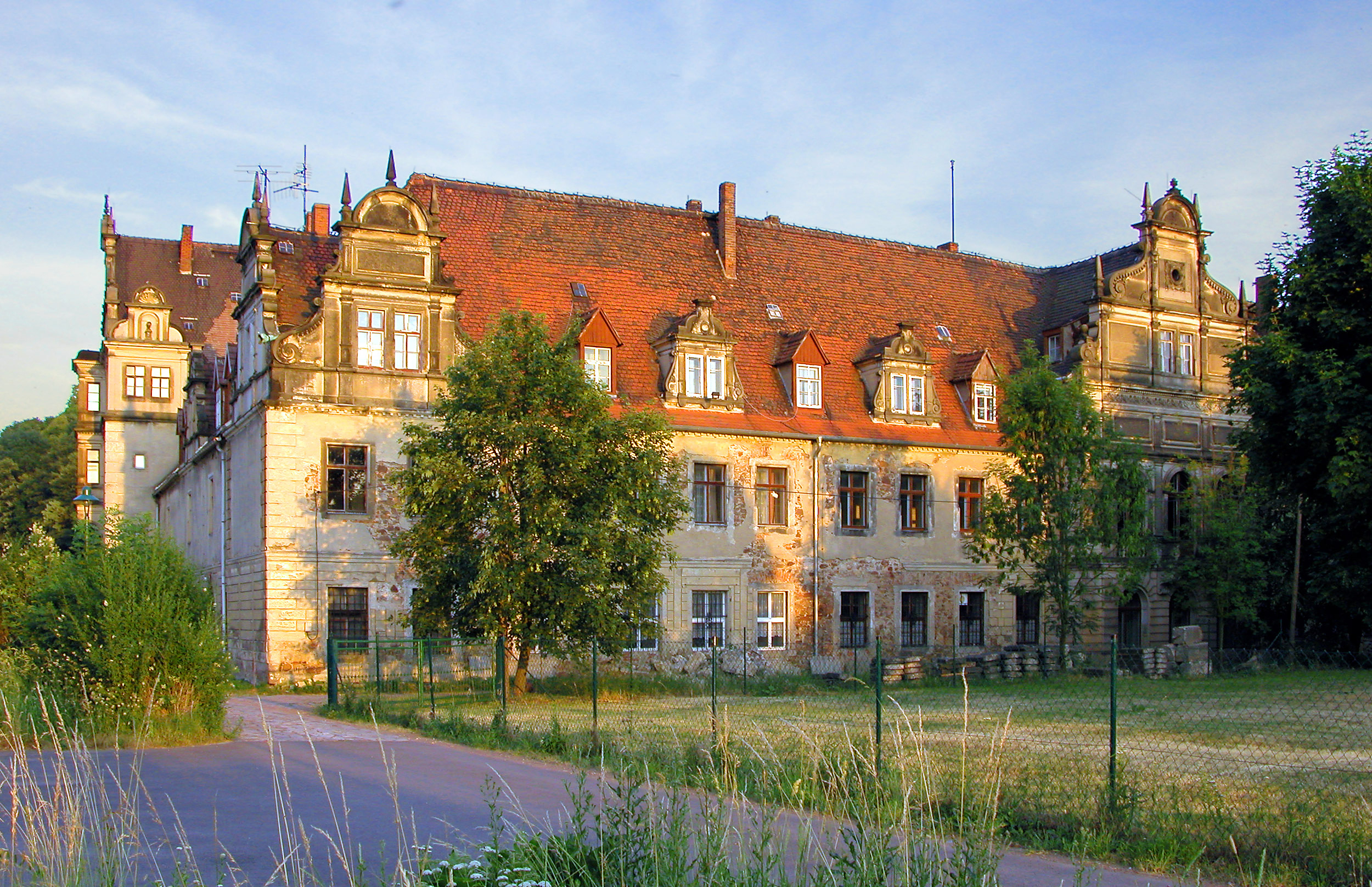
Westseite
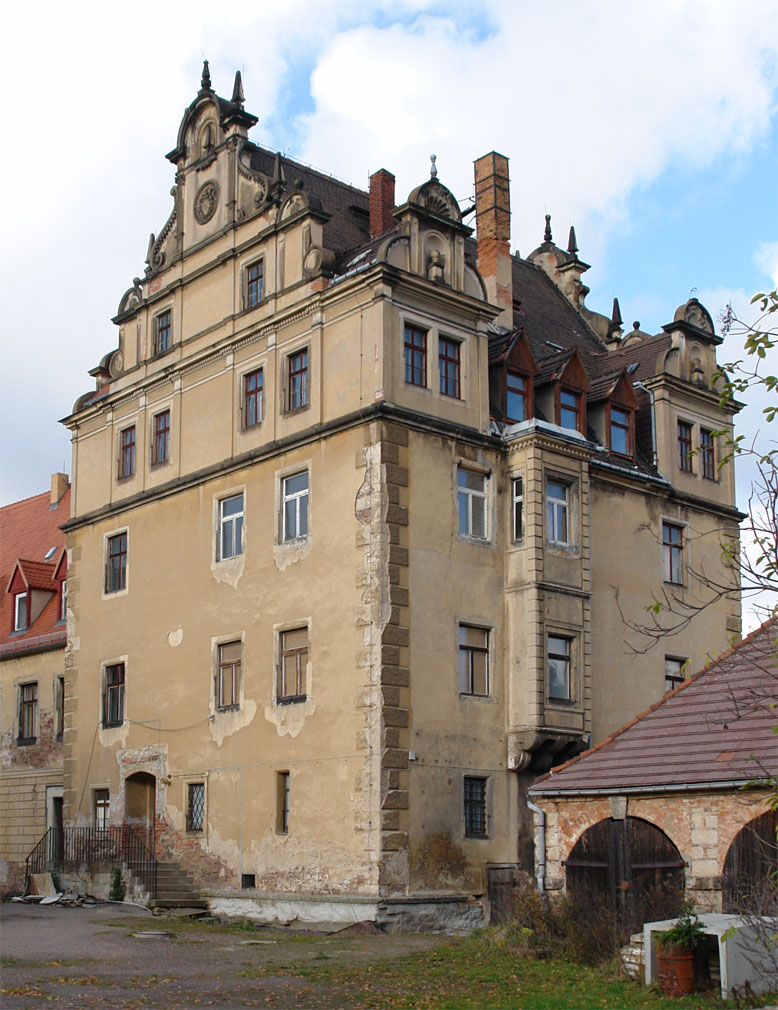
Hohes Haus des Schlosses

1923 wurde Gauernitz nach Constappel eingemeindet, doch schon fünf Jahre später benannte sich die so entstandene Landgemeinde nach dem größeren Ortsteil in Gauernitz um. 1937 erfolgte die Eingemeindung von Hartha und Pinkowitz, am 1. Juli 1950 die von Wildberg. Die bis dahin selbständige Gemeinde Gauernitz wurde am 1. Januar 1999 mit Klipphausen und Scharfenberg zur Gemeinde Klipphausen vereinigt.

## Sehenswürdigkeiten
Mehrere Gebäude im Ort sind als Kulturdenkmal geschützt (siehe Liste der Kulturdenkmale in Gauernitz).
Im Eichhörnchengrund befindet sich die Schulzemühle, eine voll funktionsfähige Wassermühle im Maßstab 1:5. Die Mühle ist begehbar und gehört der Gemeinde Klipphausen.

## Persönlichkeiten
- Bernhard Ziegler (1496–1552), lutherischer Theologe, Hebraist und Reformator, Freund und Unterstützer Martin Luthers und Philipp Melanchthons
- Johann Gottfried Köhler (1745–1800), Astronom
- Peter Schreier (1935–2019), aufgewachsen in Gauernitz, Sänger und Dirigent
- Dieter Wendisch (* 1953), geboren in Gauernitz, Ruderer, Olympiasieger 1976 und 1980
- Jürgen Haase (* 1958), Schauspieler und Kabarettist